# Rudecindo Alvarado
Rudecindo Alvarado (Salta, 1 de marzo de 1792-id. 22 de junio de 1872) fue un militar de la Guerra de Independencia de la Argentina, que también actuó en el Alto Perú, Chile y Perú.
Participó, a las órdenes de Belgrano, en las batallas de Tucumán, Salta, Sipe Sipe. Formó parte del Ejército de los Andes que liberó Chile y Perú al mando de José de San Martín. Fue comandante del batallón 1ro de Cazadores de los Andes y del Regimiento de Granaderos a Caballo.
Fue gobernador militar interino de la Provincia de Mendoza entre septiembre y octubre de 1829.

## Guerras por la Independencia
Hijo del comerciante español Juan Francisco de Alvarado y de Luisa Pastora Toledo y Pimentel, se educó en su ciudad natal. Estudió derecho en la Universidad de Córdoba, pero debió abandonar tempranamente sus estudios por la muerte de su padre, que lo obligó a hacerse cargo del negocio familiar. Por ese motivo viajaba continuamente a Buenos Aires.
Estaba en Buenos Aires cuando se produjo la Revolución de Mayo. Se unió al Ejército del Norte, pero no tomó parte en la primera campaña al Alto Perú. Al conocerse la derrota de Huaqui, protegió la ciudad de Orán. Se unió a las fuerzas de Belgrano que iniciaron el Éxodo jujeño, y combatió en Las Piedras, Tucumán, Salta, Vilcapugio, y Ayohuma. Hizo también la tercera campaña al Alto Perú al mando de Rondeau, luchando en Puesto del Marqués, Venta y Media y Sipe Sipe. 
En el Museo Histórico Nacional se conserva el escudo de paño que le entregó el Segundo Triunvirato en reconocimiento a su participación en la Batalla de Tucumán.
Cuando el exjefe del Ejército del Norte, José de San Martín, inició la formación del Ejército de los Andes, Alvarado	se trasladó a Mendoza, donde fue ascendido a jefe del Batallón de Cazadores de los Andes. Formando parte de la división del general Las Heras, cruzó la Cordillera y luchó en Chacabuco. Después de esta batalla marchó hacia el sur de Chile, participando en las batallas de Curapaligüe, Gavilán, Concepción y Talcahuano.
De regreso hacia el norte, luchó en la derrota de Cancha Rayada y en la victoria definitiva de Maipú, el 5 de abril de 1818, como comandante del ala izquierda. Tuvo destacada participación en la Segunda campaña al sur de Chile y estuvo al mando de las fuerzas patriotas en la Batalla del Biobío. Chile quedaba libre de realistas (salvo Valdivia y Chiloé). Fue ascendido a coronel.
Se le ha sindicado como el autor material del asesinato con alevosía de Manuel Rodríguez Erdoíza, guerrillero patriota, antagónico del gobierno de Bernardo O'Higgins.

San Martín lo envió con gran parte del Ejército de los Andes a Mendoza, pero cuando comenzó la revolución federal en San Juan, logró pasar con parte del mismo a Chile. Se unió a la campaña al Perú como jefe del Regimiento de Granaderos a Caballo. Participó en las negociaciones con el virrey Pezuela y fue de los primeros en entrar en la ciudad de Lima. Fue jefe de Estado Mayor del ejército peruano. 
A mediados de 1822, San Martín renunciaba y abandonaba el Perú. Pero antes de retirarse nombró a Alvarado Gran Mariscal del Perú y jefe de todas las fuerzas argentinas. Y le encargó hacer una campaña a los "puertos intermedios",  es decir, del sur del Perú y del norte de Chile, para tomar la ciudad de Arequipa y tener dos flancos desde donde atacar a los realistas del Cuzco. A pesar de contar con una fuerza de cinco mil hombres, la campaña pronto se convirtió en un desastre. En dos días sufrieron dos derrotas en Torata y en Moquegua. El ejército se reembarcó en Ilo, puerto de Arequipa; varias cargas de la caballería del coronel Juan Lavalle los salvaron de ser capturados, pero algunos de sus barcos se hundieron al regreso.
Fue nombrado gobernador de la guarnición de El Callao, pero ésta se sublevó y se pasó a los realistas. Fue tomado prisionero y trasladado a La Paz, pero al llegar la noticia de Ayacucho, sus propios carceleros lo liberaron.

## Gobernaciones en Mendoza y Salta
Volvió a Buenos Aires y fue nombrado inspector general de Armas. Se unió al ejército que llevaba la Campaña del Brasil, pero no participó de ésta.
En 1828 regresó a Chile a cobrar sus sueldos atrasados. De regreso, de paso por Mendoza, estalló allí una revolución de inspiración unitaria, dirigida por Juan Agustín Moyano. Este lo nombró gobernador en agosto de 1829, pero era Moyano el verdadero jefe de la provincia. Pero el general Aldao regresó y puso sitio a la ciudad; Alvarado negoció con el caudillo y firmó un tratado de paz, pero Moyano se preparó para resistir. Aldao lo derrotó el 22 de septiembre en Pilar y tomó prisionero a Alvarado. Pero mientras fusilaba a varios oficiales en venganza por la muerte de su hermano, muerto mientras negociaba la paz, lo dejó en libertad poco más tarde y le dio un pasaporte para que pudiera ir a Salta.
El gobernador de Salta, Juan Ignacio Gorriti, lo envió a firmar la adhesión de Salta a la Liga del Interior con el general Paz. Este, a su vez, lo envió a entablar negociaciones con el gobernador santafecino Estanislao López.
De regreso en Salta fue elegido gobernador por el partido unitario. Pero pronto se produjo la captura de Paz en Córdoba y la retirada del general Lamadrid a Tucumán. Este pidió ayuda a Alvarado, pero este se negó a ayudarlo en la batalla de La Ciudadela; que resultó una derrota unitaria frente a Facundo Quiroga. Este invadió el sudeste de la provincia, provocando la renuncia de Alvarado en diciembre de 1831.
Tras un breve exilio en Bolivia, regresó a Salta, donde no fue molestado. Colaboró con su pariente Roque Alvarado, gobernador de Jujuy durante los enfrentamientos con Juan Manuel de Rosas, lo que le valió un nuevo destierro. Este fue más largo, pero estaba de regreso en Salta en 1848.
En 1852, poco después de Caseros, fue elegido diputado al Congreso Constituyente de Santa Fe; pero no pudo viajar por estar enfermo. El presidente Urquiza lo nombró ministro de Guerra y Marina.
Fue elegido gobernador de la provincia de Salta el 9 de mayo de 1854 tomando posesión el 15 de abril de 1855. Renunció como ministro de Guerra de la Confederación Argentina siendo en el ejército nacional ascendido a brigadier general el 15 de noviembre de 1854.
Tuvo una gobernación turbulenta, mezclándose en las luchas internas en la provincia de Tucumán. Renunció al fracasar en esa empresa, en octubre de 1855. Siendo sucedido por Manuel Puch. Su gobierno había sido bastante estéril en realizaciones, aunque pudo crear y organizar algunas escuelas.
No participó en ninguna actividad política después de su última gobernación.
En 1855 había sido nombrado comandante de la II región de la circunscripción militar Norte. En 1860 fue designado comandante del quinto cuerpo del ejército por el presidente Santiago Derqui. El quinto cuerpo estaba formado con las guardias nacionales de Jujuy y Salta y unidades de línea. El ejército, denominado ejército del centro, estaba al mando del presidente Derqui.

## Distinciones y condecoraciones
- Oficial de la Legión de Mérito de Chile ( Chile).